# Lahoocat
Lahoocat, selo Arikara Indijanaca koje se na kraju 18. stoljeća nalazilo na otoku u rijeci Missouri nedaleko agencije Cheyenne River u Južnoj Dakoti. Prema podacima Lewisa i Clarka koji su ga posjetili 1805. godine ono je bilo napušteno već nekih pet godina (1800). U vrijeme dok je bilo naseljeno (1797) sastojalo se od 17 nastambi opasanih kružnim zidom.